# 青山 (我孫子市)
青山（あおやま）は、千葉県我孫子市の大字。郵便番号270-1173。

## 地理
北は茨城県取手市新町、北東は茨城県取手市取手、東は日の出、中峠、南東は柴崎、下ケ戸、南は青山台、南青山、南西は柴崎、西は北新田、北西は茨城県取手市取手と隣接する。1990年代後半に実施された区画整理により、区画整理された南側の大半が南青山となったが、一部に飛び地として青山の住所のまま残っている土地がある。

## 世帯数と人口
2017年（平成29年）4月1日現在の世帯数と人口は以下の通りである。
| 大字 | 世帯数  | 人口  |
| ---- | ------- | ----- |
| 青山 | 386世帯 | 938人 |

## 小・中学校の学区
市立小・中学校に通う場合、学区は以下の通りとなる。
| 番地 | 小学校                     | 中学校                 |
| ---- | -------------------------- | ---------------------- |
| 全域 | 我孫子市立我孫子第三小学校 | 我孫子市立我孫子中学校 |

## 交通

### 鉄道
大字内に鉄道駅は存在しない。

### 道路
- 国道
  - 国道6号
    - 大利根橋
- 都道府県道
  - 千葉県道170号我孫子利根線